# まみことよーこのお・ま・た・ん!?
まみことよーこのお・ま・た・ん!? は、文化放送で2008年7月6日から放送されているラジオ番組。番組略称は「おまたん」。
おまかせ探偵☆のとまみこのリニューアル番組であるが、放送時間及びスポンサーの変更に伴って、設定などに変更が加えられている。
パーソナリティは、声優の能登麻美子（のとまみこ）と本多陽子（よーこ）。

## 放送局・日時
- 文化放送 日曜日 21:30 - 22:00（2008年7月6日 - 9月28日）
- 超!A&G+ 月曜日 21:00 - 21:30（2008年7月7日 - 9月29日）
- ニコニコアニメチャンネル・イーエス・エンターテインメント ともに火曜日更新

以下の放送日に関する記述は、番組が日程としては最初に放送される、文化放送の放送日を基準としている。

## 概要
“アイデンシティ”にある「のほほん探偵社」の探偵のとまみこと、助手よーこの会話で展開される、ほぼ全編がドラマ形式のラジオ番組。
この設定は前身の「おまかせ探偵☆のとまみこ」からの引継ぎで基本的にはほぼ同じあるが、同番組の単独スポンサーであった集英社がスポンサーから外れて新しくアニメロミックス及びイーエス・エンターテインメントに変更されたことによって、設定や内容の一部に修正が加えられている。また、スポンサーの変更に伴ってネット配信の形態も変更された。

## 番組最初で最後の公開録音
- 2008年9月21日に文化放送メディアプラスホール（文化放送本社12階の多目的ホール）にて番組最初で最後の公開録音が行なわれた。この模様は文化放送の9月28日、超!A&G+の9月29日（リピート放送は翌日の9月30日）の各最終回で放送されたが、実は30分に収めきれない内容だったため、2008年10月の「超!A&G+スペシャル」の枠で公開録音の完全版を放送した（放送日は10月4日18:00-19:00、10月5日8:00-9:00、15:00-16:00、22:00-23:00、10月6日12:00-13:00、15:00-16:00など。）。
- なおラストにおいて、この番組の前身番組である「おまかせ探偵☆のとまみこ」以来の謎として引き継がれていたのほほん探偵社の所長の正体が、のなかあい（CV：野中藍）であることが明かされた。
- レギュラー版ではカットされていたコーナーは下記の通り。
  - 公開リスナーアンケート（アンケートで1人に絞りきれなかった場合罰ゲームが用意されていて、アンケートの結果よーこが「秋に関するダジャレ」を披露していた。
  - 番組内ミニドラマ「おきた、お騒がせします!番外編」
    - 前身の「おまかせ探偵☆のとまみこ」の2008年4月 - 6月に放送されていた番組内ミニラジオドラマの特別編。能登と本多が即興で会場へ来ていたリスナーへ生でラジオドラマを届けていた。

## レギュラー放送後のスペシャル番組
- レギュラー放送後の公開録音でも反響が多かったので、2008年11月15日以降の数週間分の「超!A＆G+スペシャル」の枠で「よーこのお・ま・た・ん!?」を放送されることが明らかになっている。放送時間は11月15日土曜日20:00-21:00、11月16日日曜日10:00-11:00、23:00-24:00、11月17日月曜日13:00-14:00、11月22日土曜日20:00-21:00、11月23日日曜日10:00-11:00、23:00-24:00、11月24日月曜日13:00-14:00など。

## ゲスト
- 岩田光央（第4回放送分で登場。よーこの親戚の「みつお爺さん」としてドラマにも出演していた。）